# Обсерватория ISON-NM
Обсерватория ISON-NM (от ISON — Нью-Мексико) — астрономическая обсерватория, дистанционно управляемая по российскому проекту ISON (ПулКОН), начало реализации проекта — декабрь 2009 года. Располагается в горной местности в 40 км от города Аламогордо, на высоте 2217 метров над уровнем моря на территории национального парка Линкольна около ранчо «New Mexico Skies», на горе Джой (Mt. Joy), в 5 км от посёлка Мейхилл, штат Нью-Мексико, США.

## Коллектив обсерватории
- Леонид Еленин — дистанционный наблюдатель
- Игорь Молотов — координатор проекта ISON

## История обсерватории
Договоренность о создании дистанционной российской обсерватории на территории США была достигнута в декабре 2009 года. Телескоп был установлен под сдвижной крышей, управляемой метеостанцией. Первый технический свет на 45,5-см телескопе был получен 13 апреля 2010 года, а 21 мая на обсерватории начались постоянные дистанционные наблюдения. 7 июня 2010 года обсерватория получила в Центре малых планет код «H15». Проницание на данный момент за 30-секундные экспозиции составляет около 20,0 звёздной величины, ожидается после доработки инструмента увеличить проницание до 20,5 звёздной величины. Планируется сделать общий доступ к архивным снимкам обсерватории.

## Инструменты обсерватории
- Centurion-18 (D = 455 мм, F = 1270 мм, производитель «Astroworks») + ПЗС-камера FLI ML09000-65 (3056×3056 пикселов, размер пиксела 12 мкм), поле зрения 100’×100’, масштаб изображения 1,95"/пиксел, вилочная монтировка с системой управления TCS MKS-4000

## Направления исследований
- Поиск астероидов, сближающихся с Землёй
- Оптические послесвечения гамма-всплесков
- Астрометрия астероидов и комет

## Основные достижения
- В первом обзоре 4×4 площадки выявлено 112 объектов (большинство астероидов, 2 из них новых). При 30-секундных экспозициях проницание составило 20,1 зв. вел.
- 28 июля 2010 года через 28 минут после фиксации всплеска в гамма-диапазоне был зафиксировано оптическое послесвечение (18 зв. вел.) гамма-всплеска GRB100728B на обсерватории ISON-NM[2]
- 10 августа 2010 года был открыт первый астероид на данной обсерватории, 2010 PK26, являющийся марс-кроссером.
- 10 сентября обзором был открыт первый NEO — 2010 RN80[3][4]
- 10 декабря 2010 года была открыта первая комета C/2010 X1 (Еленина) (первая российская комета после распада СССР — открыта на обсерватории, создание которой финансировано из России)[5][6]

## Интересные факты
- Средняя продолжительность астрономических сумерек в обсерватории составляет 8 часов 52 минуты
- Обсерватория ISON-NM является первой российской дистанционно управляемой обсерваторией в западном полушарии Земли
- С кометой C/2010 X1 связана теория заговора. По мнению сторонников теории, комета используется инопланетянами для осуществления полёта на Землю.[7]